# Marko Tredup
Marko Tredup (* 15. Mai 1974 in Berlin) ist ein ehemaliger deutscher Fußballspieler und heutiger Trainer.

## Karriere

### Als Spieler
In der Jugend spielte Tredup für die BSG EAW Treptow, Lok Schöneweide und den 1. FC Union Berlin. Im Männerbereich wechselte er mit vielen Nachwuchstalenten vom 1. FC Union Berlin zum SC Union 06 Berlin. Beide Vereine strebten zu diesem Zeitpunkt eine Kooperation an, welche kurze Zeit später scheiterte. 1995 wechselte Tredup vom SC Union 06 Berlin zu Hansa Rostock, wo er ein Jahr spielte, bevor er 1996 zu Tennis Borussia Berlin wechselte. Dort gewann Tredup die Deutsche Amateurmeisterschaft 1998. Er spielte bis 2000 bei TeBe Berlin, anschließend war er beim 1. FC Union Berlin unter Vertrag. Im DFB-Pokal 2000/01 erreichte Tredup mit Union das Endspiel, in dem er in der 82. Minute für Jens Tschiedel eingewechselt wurde.
2002 wechselte er zum VfL Osnabrück. Beim VfL stand er bis 2004 unter Vertrag und ging dann zu LR Ahlen, bis er 2006 wieder zum VfL zurückkehrte. Nach dem Aufstieg des VfL im Sommer 2007 in die zweite Bundesliga kam Tredup zumeist nur in der Oberligamannschaft zum Einsatz und verließ den Verein nach Saisonende. Tredup spielte in der Saison 2008/2009 beim SV Bad Rothenfelde in der Oberliga Niedersachsen-West, beendete aber anschließend seine Fußballkarriere aufgrund einer Knieverletzung.
In seiner Karriere absolvierte Marko Tredup 142 Zweitligaspiele (drei Tore), 127 Regionalligaspiele (heute 3. Liga) sowie 15 DFB-Pokalspiele.

### Als Trainer
Von Januar 2010 an arbeitete Tredup unter Joe Enochs als Co-Trainer der U21-Mannschaft des VfL Osnabrück. Nach Enochs’ Wechsel zur U19 und einem weiteren Jahr als Co-Trainer unter Alexander Ukrow übernahm Tredup die U21 im Jahr 2015 als Trainer. Seit der Auflösung der U21 zum Saisonende 2017 trainierte Tredup kurz die U17, ehe er im Oktober 2017 das Training der U19-Bundesliga-Mannschaft des VfL von Daniel Thioune übernahm. Nach dem Abstieg in der Saison 2018/19 gab er die Mannschaft an Florian Fulland ab und übernahm zur neuen Saison die U16 des VfL.
Zur Saison 2020/21 wechselt Tredup zu den Sportfreunden Lotte und wird dort neuer Coach der U19 in der Bezirksliga.